# Panoz Esperante GTR-1
La Panoz Esperante GTR-1 est une voiture de grand tourisme construite par le constructeur américain Panoz. 
La Panoz Esperante GTR-1 (également connue sous le nom de Panoz GTR-1 et plus tard Panoz GTP) était une voiture de course développée par Panoz et Reynard Motorsport pour les courses d'endurance de grand tourisme en 1997. Bien qu'elle porte le nom du roadster Panoz Esperante, la GTR-1 n'avait en fait aucune relation mécanique avec cette dernière, partageant plutôt seulement des points de style mineurs. Seuls deux GTR-1 homologuées pour la route ont été construites pour répondre aux exigences d'homologation établies par les organes directeurs sous lesquels les voitures de course étaient soumises.
Elle a été utilisée dans les championnats American Le Mans Series, United States Road Racing Championship, IMSA GT, FIA GT et 24 Heures du Mans.

## Développement
À partir de 1996, la division de Reynard Motorsport a commencé à travailler avec Panoz pour développer une voiture de course de grand tourisme destinée au prochain championnat du monde d'endurance FIA en 1997. Don Panoz, voulant garder un style américain, a insisté pour que la voiture soit basée sur sa voiture de sport Esperante. Ainsi, l'Esperante GTR-1 est devenue unique par rapport à ses rivales Mercedes-Benz, Lotus, Porsche et McLaren car, comme l'Esperante de production, le moteur était situé devant le cockpit. Bien que la localisation du moteur derrière l'essieu avant ait donné à la voiture une disposition équilibrée à mi-moteur, le fait d'avoir le moteur à l'avant a donné à la voiture des proportions inhabituelles, y compris un long capot et un cockpit placé fort en recul. Après la saison initiale de 1997, la carrosserie a été modifiée en 1998 en allongeant la carrosserie avant et arrière pour augmenter les appuis.
Pour le moteur, Panoz a gardé le thème américain en utilisant un moteur Ford V8. Au lieu du V8 standard de 4,6 L, Panoz s'est tourné vers Roush Racing pour construire un V8 de 6,0 L basé sur le moteur Ford. Elan Power Products de Panoz entretiendrait les moteurs V8 et poursuivrait leur développement.

### Version route
Afin de répondre aux exigences d'homologation qui stipulaient que les voitures de course devaient être basées sur une production homologuée, Panoz a construit deux GTR-1 dont une qui présentait des intérieurs complets et des modifications mineures pour pouvoir être immatriculée légalement. Cette voiture a été retenue par Don Panoz. Il dispose désormais d'un V8 de 5,3 L légèrement plus petit au lieu du moteur de course V8 de 6,0 L, car les règles permettaient de modifier la taille du moteur dans les voitures de course.

## Historique
En 1997, six voitures sont construites, deux voitures « usine » pour les compétitions américaines, deux voitures confiées à l'écurie française DAMS et deux à l'écurie britannique David Price Racing. La première victoire arrive sur le circuit de Road Atlanta en Championnat IMSA GT en 1997 et se répète sur le même circuit l'année suivante lors de l'épreuve inaugurale du Petit Le Mans.
Les changements de réglementation en 1999 pousse Panoz à se retirer de la catégorie GT1, à délaisser la GTR-1 et à développer un prototype, le Panoz LMP-1 Roadster-S. Toutefois, un des châssis racheté par l'écurie Larbre Compétition reviendra à la compétition en 2004 sous le nom de Panoz GTP.

## Résultats en compétition
- Vainqueur du Petit Le Mans 1998 dans la catégorie GT
- Champion de l'United States Road Racing Championship en 1998 dans la catégorie GT1

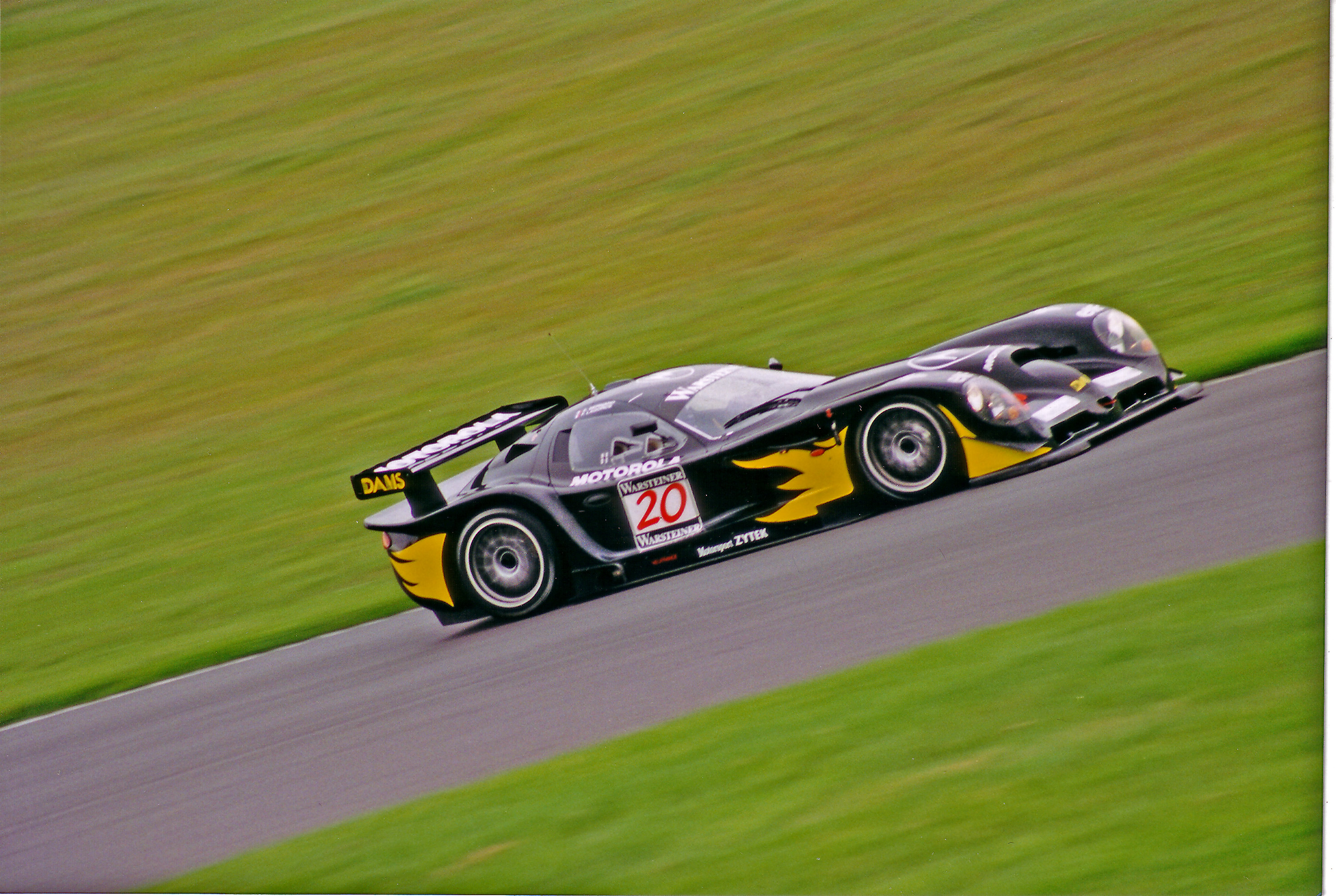
La Panoz GTR-1 de DAMS en 1997
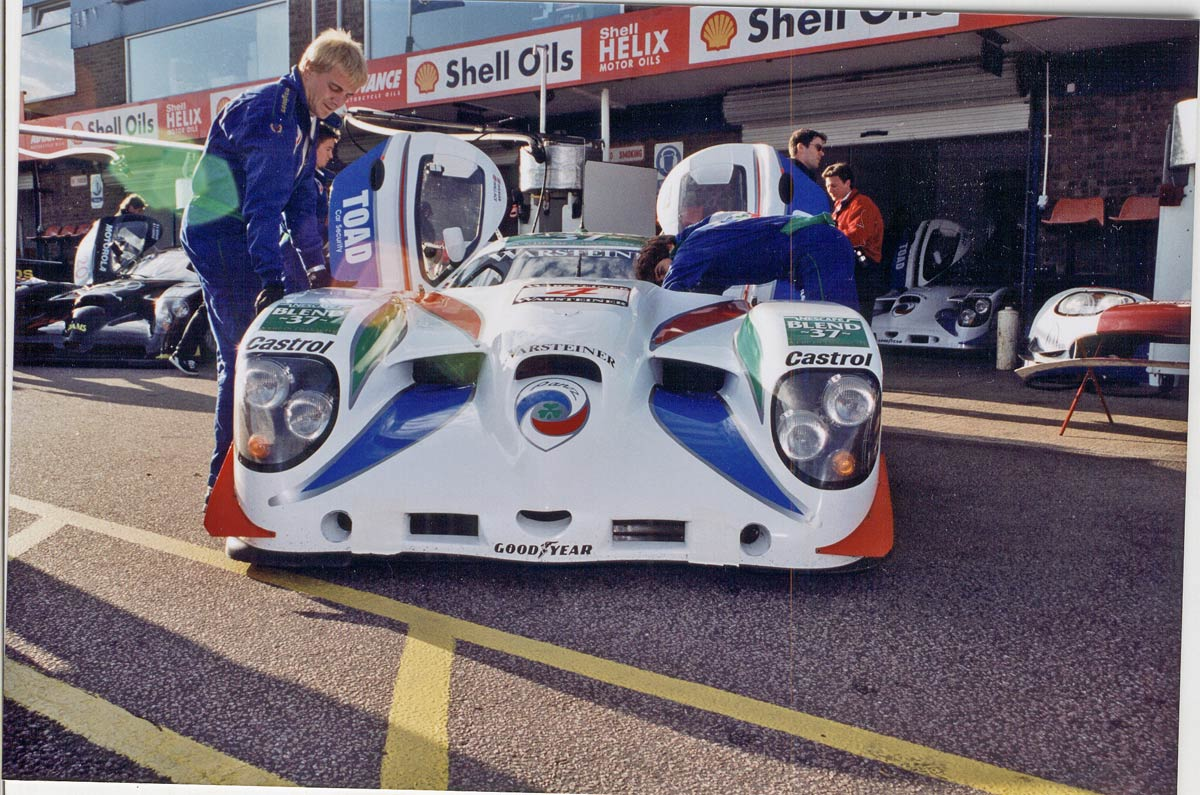
La Panoz GTR-1 de DPR en 1997
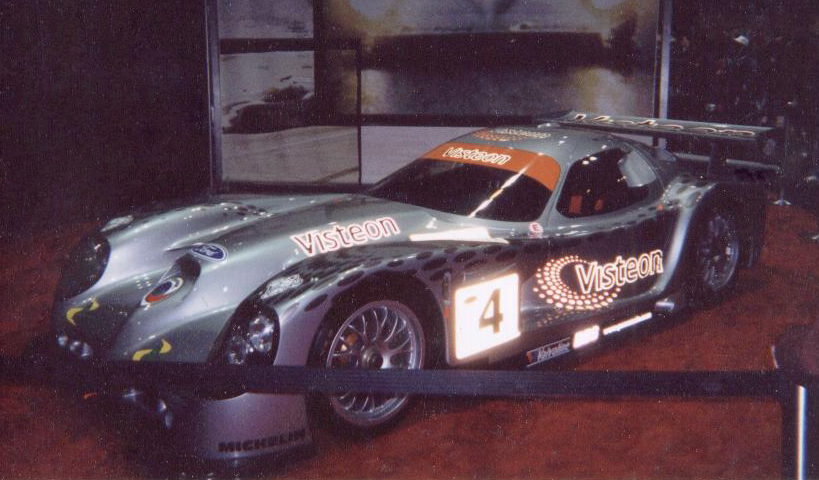
La Panoz GTR-1 championne USRRC 1998